# Kirill Wladimirowitsch Pletnjow

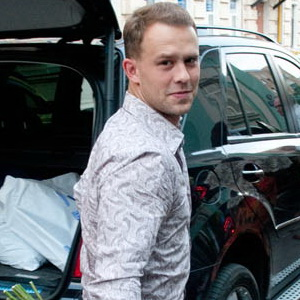
Kirill Pletnjow (2010)

Kirill Wladimirowitsch Pletnjow (russisch Кирилл Владимирович Плетнёв; * 30. Dezember 1979 in Charkow, Ukrainische SSR, Sowjetunion) ist ein russischer Schauspieler.

## Leben
Kirill Pletnjow wurde am 30. Dezember 1979 in Charkow (heute: Charkiw) in der Ukraine geboren. Von klein auf wuchs er in Leningrad auf. Sein Schauspiel-Studium schloss Pletnjow erfolgreich im Jahr 2000 an der Sankt Petersburger Staatlichen Schauspielschule "SPbGATI" ab.
Von 2000 bis 2003 arbeitete Pletnjow im Moskauer Drama-Theater unter der Leitung von Armen Dschigarchanjan.
Im Jahr 2013 begann Pletnjow ein Regisseur-Studium am Gerassimow-Institut für Kinematographie in Moskau.
Pletnjow war von November 2010 bis Oktober 2012 mit der russischen Schauspielerin Lidija Andrejewna Miljusina (* 1986) verheiratet. Er hat zwei Söhne, Fjodor (* 2011) und Georgij (* 2012).

## Filmografie (Auswahl)

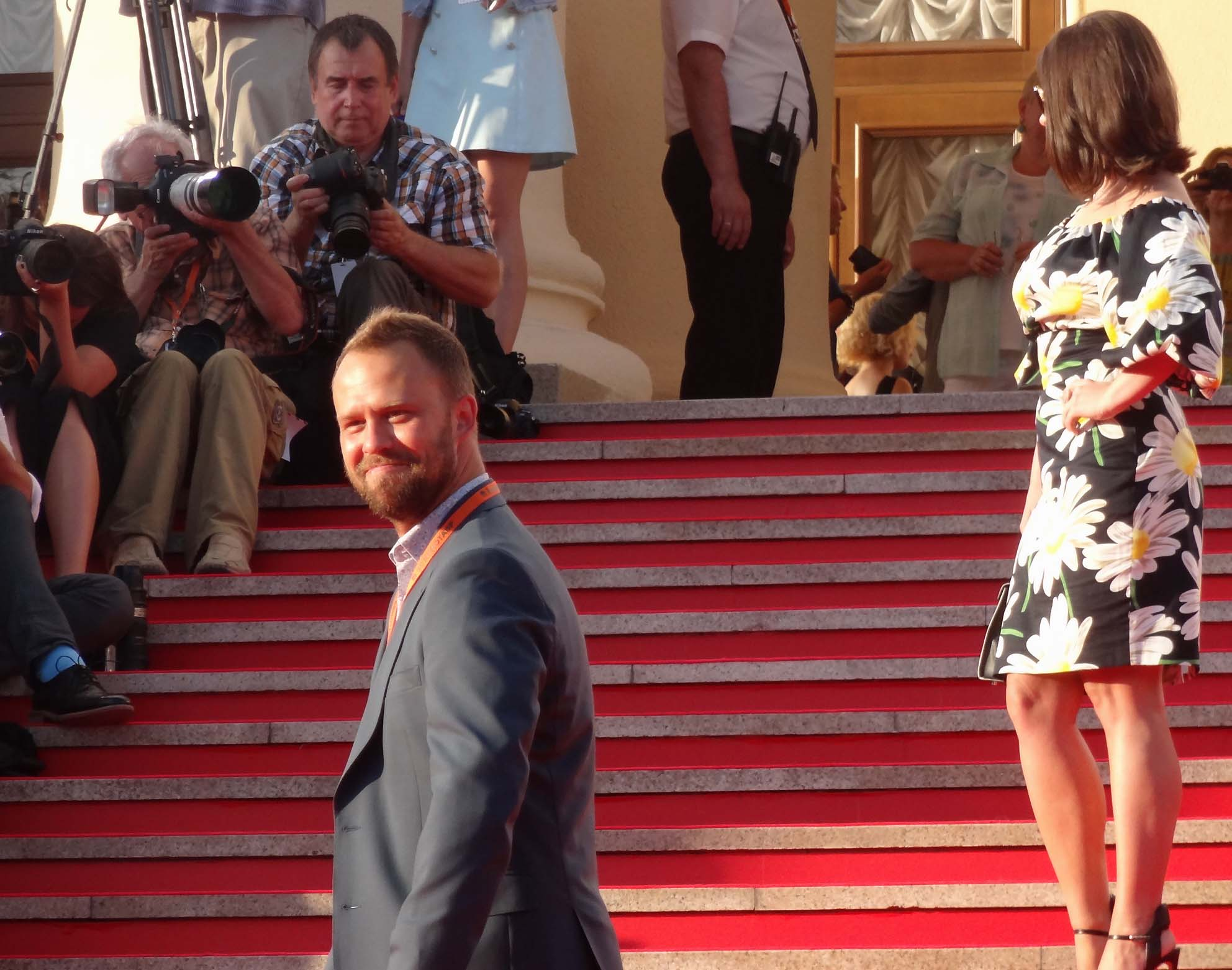
Pletnjow auf dem Filmfestival Kinotawr in Sotschi (2015)

- 2002: Der Kuss des Bären (Медвежий поцелуй)
- 2002: Taiga. Überlebenskurs (Тайга. Курс выживания)
- 2004: Truckers 2 (Дальнобойщики 2)
- 2004: Die Kinder vom Arbat (Дети Арбата)
- 2004: Diwersant (Диверсант)
- 2004: Die Legende über den Kaschtschej (Легенда о Кащее)
- 2004: Pa (Па)
- 2004: Die Stadt Samara (Самара-городок)
- 2004: Strafbataillon (Штрафбат)
- 2005: Explosion im Morgengrauen (Взрыв на рассвете)
- 2005: Die goldenen Jungs (Золотые парни)
- 2005: Soldaten-3 (Солдаты-3)
- 2006: Irrenhaus (Дурдом)
- 2006: Im Kugelhagel (Под ливнем пуль)
- 2006: Konfrontation (Противостояние)
- 2006: Keine Auslieferung vom Don (С Дона выдачи нет)
- 2006: Geheimwaffe (Секретное оружие)
- 2007: Begljanki (Беглянки)
- 2007: Neun Leben des Nestor Machno (Девять жизней Нестора Махно)
- 2007: Diwersant 2: Kriegsende (Диверсант 2: Конец войны)
- 2007: Russische Übersetzung (Русский перевод)
- 2008: Admiral (Адмиралъ)
- 2008: Aeroport 2 (Аэропорт 2)
- 2008: Ihr Halt, Madame! (Ваша остановка, мадам!)
- 2008: Gromowy. Haus der Hoffnung (Громовы. Дом надежды)
- 2008: Das Gold von Troja (Золото Трои)
- 2008: Liebe-Karotte 2 (Любовь-морковь 2)
- 2008: Ein Tag (Один день)
- 2009: Desantura. Niemand außer uns (Десантура. Никто, кроме нас)
- 2009: Kanikuly strogogo reshima (Каникулы строгого режима)
- 2009: Ich liebe nur dich (Одну тебя люблю)
- 2009: Pope (Поп)
- 2009: Labyrinthregel (Правило лабиринта)
- 2009: Unter rätselhaften Umständen (При загадочных обстоятельствах)
- 2009: Prikasano unitschtoshit. Operation "Chinesische Schatulle" (Приказано уничтожить! Операция: «Китайская шкатулка»)
- 2010: Alexandra (Александра)
- 2010: Glaube, Hoffnung, Liebe (Вера, Надежда, Любовь)
- 2010: Ich suche dich (Ищу тебя)
- 2010: Leschij. Fortsetzung (Леший. Продолжение истории)
- 2011: Liebe und Trennung (Любовь и разлука)
- 2011: Piranhas (Пираньи)
- 2011: Staubige Arbeit (Пыльная работа)
- 2011: Rejder (Рейдер)
- 2012: August 2008 (Август. Восьмого)
- 2012: Der zweite Spartacusaufstand (Второе восстание Спартака)
- 2012: Es war einmal in Rostow (Однажды в Ростове)
- 2013: Metro (Метро)
- 2014: Der Himmel der Gefallenen (Небо падших)
- 2014: Fort Ross (Форт Росс: В поисках приключений)
- 2016: Viking (Викинг)
- 2017: Meschok bes dna